# République de Bihać

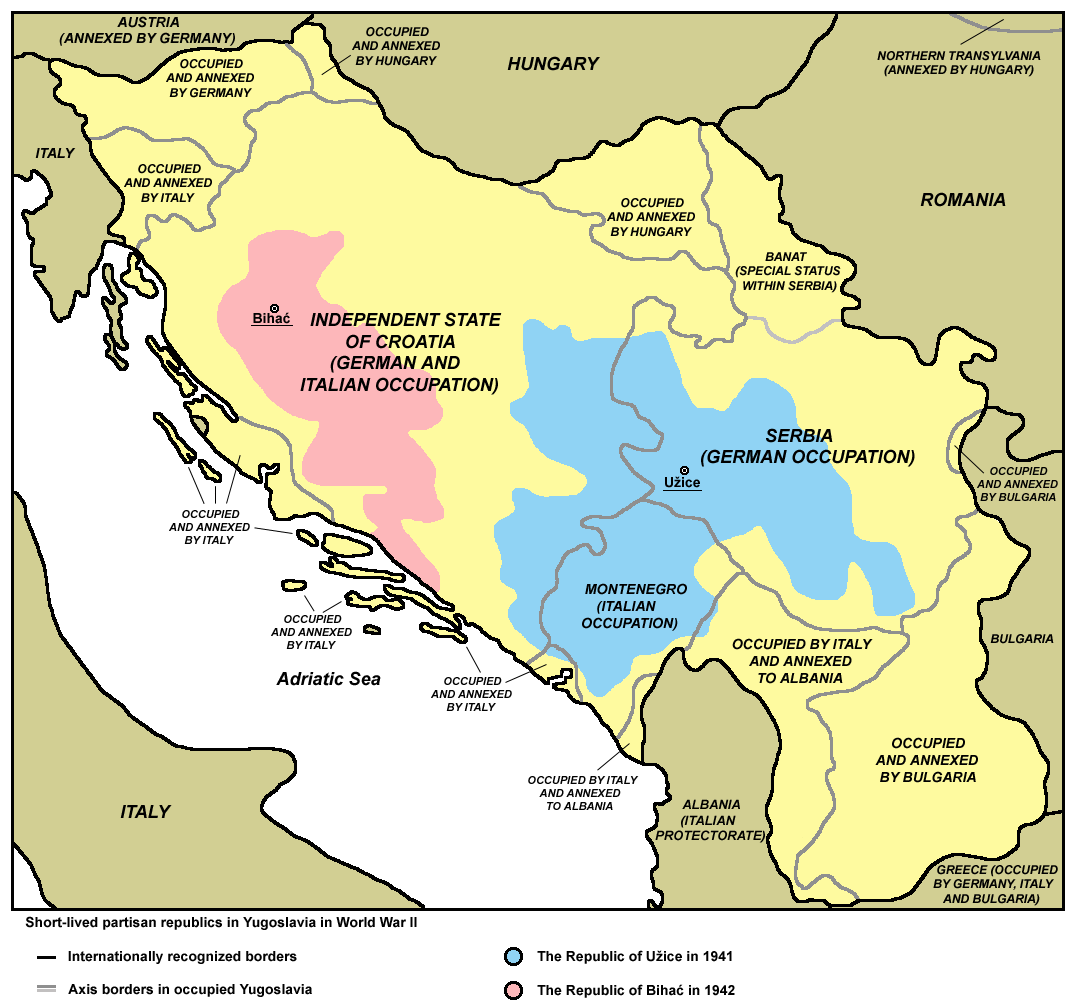
La république de Bihać dans la Yougoslavie sous contrôle de l'Axe.

La république de Bihać est le nom sous lequel fut connue la principale zone libérée par les partisans yougoslaves pendant la Seconde Guerre mondiale. Centrée sur la ville de Bihać (ouest Bosnie-Herzégovine, près la frontière avec la Croatie), la ville fut le siège de la première réunion du Conseil antifasciste de libération nationale de Yougoslavie, mis sur pied par Tito pour servir d'organe de direction aux Partisans. La ville fut reprise par les Allemands fin janvier 1943 quand les Partisans l'évacuèrent pour échapper à la nouvelle offensive des occupants.

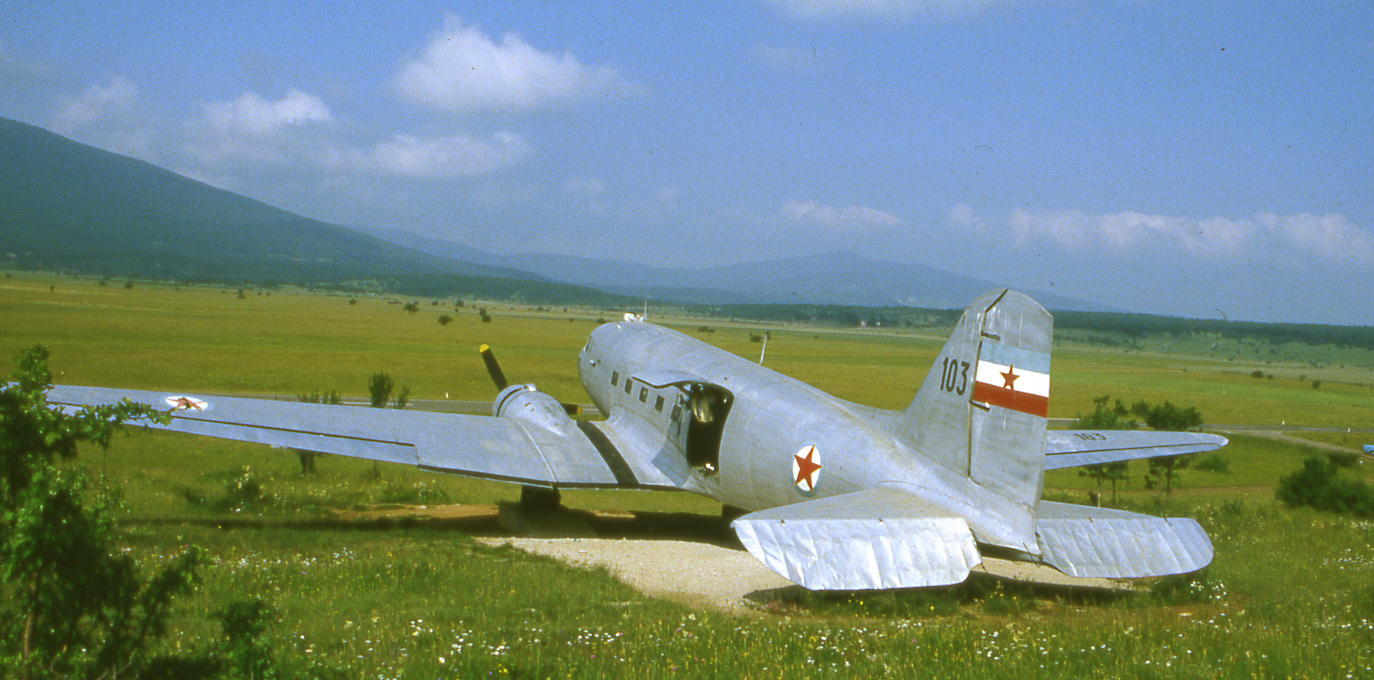
Avion souvenir commémoré en 1982

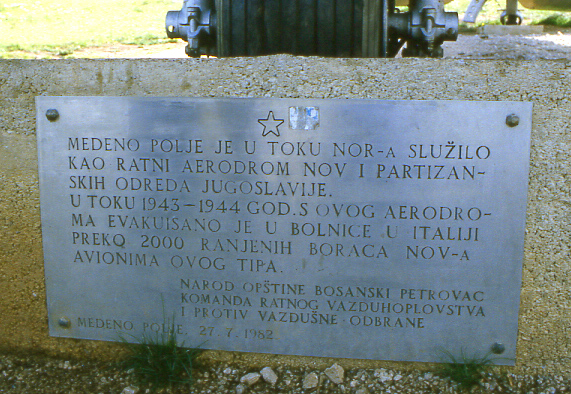
Explication à traduire